# Ruggero di Montgommery
Ruggero di Montgommery, detto di Poitou; Roger in francese (XI secolo – 1123), fu Conte de La Marche, per diritto di matrimonio (de iure uxoris) dal 1098 alla sua morte.

## Origine
Secondo il monaco e cronista normanno Guglielmo di Jumièges, autore della sua Historiæ Normannorum Scriptores Antiqui, Ruggero era il figlio terzogenito del signore di Montgommery, visconte di Hiémois, Conte d'Alençon e Conte di Shrewsbury, Ruggero II di Montgommery e della sua prima moglie, Mabel di Bellême († dicembre 1079); anche il monaco e storico inglese, Orderico Vitale, nel suo Historia ecclesiastica, conferma che Ruggero era il figlio terzogenito di Ruggero II di Montgommery, e della sua prima moglie, Mabel de Bellême che, secondo Guglielmo di Jumièges, era figlia Signore di Bellême e signore d'Alençon, Guglielmo II († 1030) e di Hildeburga, figlia del visconte del Maine, Arnolfo (Hildeburgem quippe filiam Arnulfi).
Ruggero II di Montgommery, ancora secondo Guglielmo di Jumièges era il figlio terzogenito del visconte di Hiesmois e signore di Montgommery, Ruggero I e, come conferma la Chronica Albrici Monachi Trium Fontium di Iosselina, figlia di Seufria, sorella della contessa di Rouen e marchesa di Normandia, Gunnora.

## Biografia
Nel 1074, suo padre, Ruggero, fu creato I conte di Shrewsbury, al confine nord del Galles e piano piano accumulò molte delle terre che costituiscono l'odierno West Sussex, facendo di lui uno degli uomini più ricchi del tempo ed era proprietario di un grande numero di castelli, non solo attorno ad Arundel, ma anche in tutte le terre che rientravano nel contado di cui era stato investito; lo storico William John Corbett sostiene che a Ruggero erano state assegnate le baronie più ricche e che aveva ottenuto il permesso di costruire liberamente dei castelli.
Sua madre, Mabel, fu uccisa il 2 dicembre 1079, da Ugo di Giroie, che, secondo Guglielmo di Jumièges, assieme a tre fratelli, si introdusse nel castello di Bures (vicino a Caen), e la decapitò, mentre lei si rilassava nel letto dopo aver fatto un bagno. Gli assassini di Mabel fuggirono nel Ducato di Puglia. Il corpo di Mabel fu portato a Troarn, dove fu sepolto 3 giorni dopo (il 5 dicembre), nel convento della città.
Verso il 1080, Ruggero compare citato in un documento di donazione del padre, Ruggero, in suffragio dell'anima della madre, Mabel, poco dopo la sua morte.
Ruggero si sposò in prime nozze con una donna di cui non si conoscono né il nome né gli ascendenti.
Verso il 1090, Ruggero sposò, in seconde nozze, Almodis, che, secondo il Chronicon sancti Maxentii Pictavensis, Chroniques des Eglises d'Anjou, Almodis era la sorella del Conte de La Marche, Bosone III, che, sempre secondo il Chronicon sancti Maxentii Pictavensis, Chroniques des Eglises d'Anjou, era figlio primogenito del Conte de La Marche, Adalberto II e della moglie, Ponzia, di cui non si conoscono gli ascendenti.; Ruggero, a quel tempo era signore di un vasto dominio in Inghilterra, tra Yorkshire, Lincolnshire e Anglia orientale, come risulta dall Complete Peerage XI.
Non molto tempo dopo, morì il Conte de La Marche, Bosone III; la morte del fratello di sua moglie, Bosone III (Boso comes de Marchia) viene riportata dal Chronicon sancti Maxentii Pictavensis, Chroniques des Eglises d'Anjou, nel 1091 (MXCI), precisando che fu ucciso (in battaglia) a Confolens (Confolento castro) e che, dato che non aveva eredi, gli succedette la sorella, Almodis (Aumodis soror sua).
Però, anche per il fatto che Almodis si trovava in Inghilterra, la contea fu governata dallo zio, Oddone I, come ci viene confermato dal documento n 93, datato 1092, del Cartulaire de l'abbaye d'Uzerche (Corrèze), in cui il conte Oddone (Oddo comes qui rater fuit Aldeberti Marchiæ comitis) fa una donazione in suffragio delle anime del padre, Bernardo, della madre, Amelia, dei nipoti, Bosone, e di due suoi fratelli, e del fratello, Adalberto II.
Ruggero viene citato ancora nel documento n° 13 del Cartulaire de Marmoutier pour le Perche, datato 1092, inerente ad una donazione fatta dal fratello primogenito, Roberto.
Ancora secondo Orderico Vitale, suo padre, Ruggero morì circa sei anni dopo Guglielmo il Conquistatore; morì a Shrewsbury, nel 1094, dove venne sepolto, nella chiesa dedicata a San Pietro, da lui edificata.
Dopo la sua morte, le sue proprietà vennero equamente divise fra i suoi numerosi figli, come da volontà testamentarie, al primogenito, Roberto, andarono le proprietà normanne, trovandosi così proprietario di buona parte della Normandia centro-meridionale, mentre al secondogenito, Ugo, andarono le proprietà inglesi, che, alla morte di Ugo, nel 1098, passarono a Roberto, che pagò al re d'Inghilterra, Guglielmo II il Rosso 3000 sterline (hi millia librarum sterilensium).
In quello stesso anno (1098), morì anche il conte de La Marche, Oddone, e Ruggero poté prendere possesso della contea, assieme alla moglie, Almodis.
In quel periodo Ruggero viene citato nel documento n° XV delle Chartes et documents pour servir à l'histoire de l'abbaye de Charroux, di data imprecisata, quando era ancora in vita il re d'Inghilterra, Guglielmo II il Rosso o Rufus († 1100), inerente a una donazione, fatta con la moglie, Almodis.
Dopo la morte del re d'Inghilterra, Guglielmo II il Rosso (1100), assieme a suo fratello, Roberto, si schierò a favore di Roberto II il Corto, che lottava per il possesso del regno contro il fratello minore, Enrico Beauclerc, che ebbe la meglio e fu re d'Inghilterra, mentre Roberto il Corto, mantenne il ducato di Normandia. Nel 1102, in quanto partigiano di Roberto il Corto, Ruggero, assieme ai fratelli, Roberto II di Bellême e Arnolfo, signore di Pembroke, fu bandito dal regno d'Inghilterra, come risulta anche dalla nota d) di p. 687 del Complete Peerage XI.
Mentre suo fratello Roberto si ritirò nella sua contea in Normandia, sempre al fianco del suo duca, Roberto il Corto, Ruggero si ritirò nella contea de La Marche, dove governò con la moglie, Almodis, e, negli anni successivi, venne citato in alcuni documenti: il documento n° 83, datato 1113 circa, del Cartulaire de l'abbaye d'Uzerche (Corrèze), in cui viene citato assieme alla moglie, Almodis (Comite Rotgerio et eius uxore comitissa de Marchia).
Sua moglie Almodis morì verso il 1117, lasciando la contea a Ruggero affiancato dal figlio primogenito, Adalberto.

## Discendenza
Ruggero dalla prima moglie ebbe una figlia:
- Sibilla[15][27].

Ruggero da Almodis ebbe cinque figli:
- Adalberto[28] († 1168), Conte de La Marche[29]
- Bosone[28] († 1118)
- Oddone[15]
- Ponzia (Pontia filia Comitis de Marcha)[30], che sposò il conte d'Angoulême, Vulgrin II[30]
- Avise († dopo il 1149), che, come risulta dal Complete Peerage XI[14], sposò, prima, Guglielmo Peveril, e poi, Riccardo de Morville[15].

### Fonti primarie
- (LA)  Chronicon sancti Maxentii Pictavensis, Chroniques des Eglises d'Anjou.
- (FR)  Cartulaire de l'abbaye d'Uzerche (Corrèze).
- (CA) J. E. Ruiz-Domenèc, Quan els vescomtes de Barcelona eren (PDF), Barcellona, FUNDACIÓ NOGUERA, 2006 (archiviato dall'url originale il 20 dicembre 2014).
- (FR)  Archives historiques du Poitou, t. 1.
- (LA)  Historia ecclesiastica, vol. II.
- (LA)  Historia Ecclesiastica, tomus IV.
- (FR)  Chartes et documents pour servir à l'histoire de l'abbaye de Charroux.
- (FR)  Cartulaire de Marmoutier pour le Perche.
- (LA)  Historia Pontificum et Comitum Engolismensium.
- (LA)  Monumenta Germaniae Historica, scriptorum, tomus XXIII.
- (LA)  Historiae Normannorum scriptores antiqui, res ab illis per Galliam, Angliam.

### Letteratura storiografica
- (FR)  Alfred Richard, Les comtes de Poitou, tome I.
- William John Corbett, "L'evoluzione del ducato di Normandia e la conquista normanna dell'Inghilterra", cap. I, vol. VI (Declino dell'impero e del papato e sviluppo degli stati nazionali) della Storia del Mondo Medievale, 1999, pp. 5–55.
- William John Corbett, "Inghilterra, 1087-1154", cap. II, vol. VI (Declino dell'impero e del papato e sviluppo degli stati nazionali) della Storia del Mondo Medievale, 1999, pp. 56–98.